# ALLSTAR GRAND QUEENDOM 2023
ALLSTAR GRAND QUEENDOM 2023 Powered by SoftBank NFT LABは、2023年4月23日に横浜アリーナにて開催されたスターダムのプロレス興行。また、同興行を扱うPPVの名称。

## 概要
2022年12月29日の両国国技館にて行われた、「JRA中山競馬場 presents STARDOM DREAM QUEENDOM 2022」の第一試合終了後に発表された。スターダムとしては初の横浜アリーナ大会となり、女子プロレスとしても全日本女子プロレス創立35周年記念大会以来20年ぶりとなる。
最前列のチケットは前日のパーティー参加権付きで30万円と、プロレス興行では非常に高額なものとなった。
2月10日、ひめかが引退を発表。同大会で引退試合が行われることが発表された。
4月3日、全試合が発表され、中西百重やタレントのフワちゃんの参戦、元Marvelousの星月芽依改め星来芽依の復帰、IWGP女子王座戦、ワールド・ワンダー両王座戦などが発表された。その後、4月8日のSAKURA GENESIS 2023の結果を受け、IWGP王座戦がメルセデス・モネ対岩谷麻優戦となったことが発表された。

## 大会詳細

### 対戦カード
| 第0-1試合 ■横浜ランブル |                                                      |                                                                         |
| ○桜井まい | 26分38秒 OTR                                         | S・S・スターダム・ジャイアント・マシン S・S・スターダム・ビッグ・マシン |
| 参加選手（退場順） = 飯田沙耶、水森由菜、レディ・C、さくらあや、ラム会長、羽南、妃南、吏南、向後桃、コグマ、HANAKO、ちゃんよた、フキゲンです★、中西百重、月山和香、S・S・スターダム・マシン |                                                      |                                                                         |
| 第0-2試合 ■8人タッグマッチ |                                                      |                                                                         |
| テクラ マライア・メイ ジーナ ●ジェシー | 9分54秒 起死回生                                     | 刀羅ナツコ 渡辺桃 鹿島沙希○ 琉悪夏                                      |
| 第1試合 ■スーパーハイスピード タッグマッチ |                                                      |                                                                         |
| 駿河メイ ●AZM | 9分49秒 流れ星                                       | スターライト・キッド 星来芽依○                                          |
| 第2試合■フワちゃん第２戦 タッグマッチ |                                                      |                                                                         |
| ●フワちゃん 葉月 | 14分19秒 ジャーマンスープレックスホールド            | 林下詩美○ 天咲光由                                                      |
| 第3試合 ■ひめか引退試合～ひめかFINAL～ |                                                      |                                                                         |
| ●ひめか | 14分17秒 みちのくドライバーⅡ→エビ固め                | 舞華○                                                                   |
| 第4試合 ■ゴッデス・オブ・スターダム選手権試合 |                                                      |                                                                         |
| 高橋奈七永 ●優宇 | 12分25秒 リングアウト                                | MIRAI○ 壮麗亜美                                                         |
| ※第26代王者組の高橋奈七永＆優宇が3度目の防衛に失敗。MIRAI＆壮麗亜美組が第27代王者組となる                                                                                                   |                                                      |                                                                         |
| 第5試合 ■アーティスト・オブ・スターダム選手権試合 |                                                      |                                                                         |
| 世羅りさ ●鈴季すず 柊くるみ | 16分55秒 スペシャルポテリング                        | KAIRI 安納サオリ○ なつぽい                                              |
| ※第28代王者組の世羅りさ＆鈴季すず＆柊くるみが3度目の防衛に失敗。KAIRI&なつぽい＆安納サオリが第29代王者組となる                                                                              |                                                      |                                                                         |
| 第6試合 ■ワンダー・オブ・スターダム選手権試合 |                                                      |                                                                         |
| ●上谷沙弥 | 17分56秒 フィギュアフォードライバーMINA→片エビ固め   | 白川未奈○                                                               |
| ※第16代王者の上谷沙弥が16度目の防衛に失敗。白川未奈が第17代王者となる |                                                      |                                                                         |
| 第7試合 ■女子プロレス最強決定戦 |                                                      |                                                                         |
| ○朱里 | 16分7秒 顔面蹴り→KO                                  | 橋本千紘●                                                               |
| ギブアップ、ノックアウト、レフェリーストップのみの完全決着ルール。 |                                                      |                                                                         |
| 第8試合 ■IWGP女子選手権試合 |                                                      |                                                                         |
| ●メルセデス・モネ | 12分56秒 二段式ドラゴンスープレックス・ホールド      | 岩谷麻優○                                                               |
| ※第2代王者のメルセデス・モネが2度目の防衛に失敗。岩谷麻優が第3代王者となる |                                                      |                                                                         |
| 第9試合 ■ワールド・オブ・スターダム選手権試合 |                                                      |                                                                         |
| ●ジュリア | 23分40秒 バイオレットスクリュードライバー→片エビ固め | 中野たむ○                                                               |
| ※第15代王者のジュリアが3度目の防衛に失敗。中野たむが第16代王者となる |                                                      |                                                                         |

### 主な出来事
- 全ての王座戦で王者が敗れ、王座が移動した。
  - 第4試合のゴッデス王座戦は、団体史上初めてリングアウト決着で王座が移動した[6]。
- 星来芽依が2021年8月以来の復帰を果たし、復帰後初勝利を飾った。
- 安納サオリと駿河メイが同日に都内で行われた他団体の大会に出場してから横浜に移動し、ダブルヘッダーで出場した[7][8]。
- 第4試合終了後、MIRAI&壮麗亜美組の元へFWC（葉月&コグマ組）が挑戦表明し、最後にはベルトを強奪した[6]。
- 第6試合終了後、新ワンダー王者となった白川未奈が次期挑戦者になつぽいを指名した[9]。
- 大会後、木谷高明オーナーが2回目の横浜アリーナ大会開催への意欲を見せた[10]。